# Halichoanolaimus australis
Halichoanolaimus australis is een rondwormensoort uit de familie van de Selachinematidae. De wetenschappelijke naam van de soort is voor het eerst geldig gepubliceerd in 1895 door Cobb.